# Pia Zemljič
Pia Zemljič, slovenska gledališka in filmska igralka, * 6. april 1975, Slovenj Gradec.
Pia Zemljič je leta 2001 diplomirala iz dramske igre na Akademiji za gledališče, radio, film in televizijo. Po študiju, leta 2002, je postala članica SNG Maribor, med letoma 2008 in 2010 bila samostojna delavka v kulturi, od leta 2010 je bila članica SLG Celje, od novembra 2016 pa je članica SNG Drama Ljubljana.
Z igralcem Markom Mandičem sta par od 2002 in imata dva sinova.

## Vloge

### Film
- Korporacija, 2019
- Izbrisana, 2018
- Nočno življenje, 2016
- Panika, 2013
- Vaje v objemu, 2012
- Lahko noč, gospodična, 2011
- Petelinji zajtrk, 2007
- Totalka, 2006
- Varuh meje, 2002
- Zlato srce, 2001
- Sorodne duše, 2001

### Televizija
- L.Marcetič, K.Dvornik : V dvoje, VOYO, 2019
- M.Pevec: "Vaje v objemu", RTV SLO " 2012
- J.Pervanje: "Duhec", RTV SLO 2011
- B.Jurjaševič: »Marko skače« celovečerni film, RTV Slovenija 2009
- U.Zavodnik: »Tolažnik«, kratki film, RTV Slovenija, 2009
- J.Pervanje: Morje v času mrka, celovečerni film, 2008
- M.Luzar:Vučko, kratki film, 2007
- M. Naberšnik: Petelinji zajtrk, celovečerni film, 2007
- K.Dvornik: Totalka, kratki film, 2006
- F.Arko: Temna stran lune, tv film, 2005
- D.Hari: Augenblick, igrani film, 2004
- P.Sepe: Kaj pa gospod Bach?, igrano-dokumentarni tv film, 2003
- M. Weiss : Varuh meje, celovečerni igrani film, 2002
- B:Bitenc: Naj ostane med nami, tv film, 2001
- J.Pervanje: Blisk, tv nanizanka, RTV Slovenija, 2005
- T.Grubar: Pod eno streho, tv nadaljevanka, POP TV, 2002 - 2003
- Večer Kurta Weila, songi, RTV SLOVENIJA, 2001

### Gledališče
- Štivišič, Nečak: KASPAR KABARET (Michelle Sorbon, klinična nevropsihiatrinja), SNG DRAMA Ljubljana, 2022

- Kundera,Šilec-Petek: JAQUES IN NJEGOV GOSPODAR (Gostilničarka), SNG DRAMA LJUBLJANA, 2021

- Vojnović, Škof: FIGA, (Vesna Benedejčič Dizdar), SNG DRAMA LJUBLJANA, 2021

- Mouawad, Rajić-Kranjac: POŽIGI, (Naval Marwan), SNG DRAMA LJUBLJANA, 2020

- Ibsen, Grabnar: GOSPA Z MORJA, (Elida Wangel), SNG DRAMA LJUBLJANA, 2019

- Ivanc, Djilas: PESEM O ODISEJU, RAPSODISEJA ZA DVA, CD LJUBLJANA, 2019

- Pop Tasić, Bulc: BEDENJE (Babica), SNG DRAMA Ljubljana, 2019

- Svetina, Buljan: V IMENU MATERE (Marija, mati, babica), SNG DRAMA Ljubljana,2018
- Makarovič, Grabnar: PREKLETI KADILCI  ( vokal, pianino, kadilka, protikadilka), SNG Drama Ljubljana, 2018
- Korun, Zupančič: SVETI MOŽ (Nina), SNG Drama Ljubljana, 2017
- Pavček, Zemljič: POD SNEGOM ( Mina) Mini teater, 2017
- Cankar, Pipan: HLAPCI ( Geni), SNG Drama Ljubljana, 2017
- Lorenci: BIBLIJA ( performer), SNG Drama Ljubljana, 2017
- Tolstoj, Purçarete: VOJNA IN MIR
- ( Mms.Bourienne, an actress, a soldier, a bear), SNG Drama Ljubljana, MGL, CD, 2017
- Nušić, Torbica: ŽALUJOČA DRUŽINA ( Gina ), SLG Celje, PG Kranj, 2016
- Hauptmann, Koležnik: ROSE BERNDT ( ga. Flamm), SLG Celje, 2016
- Moliere/ Lorenci/ Avtorski projekt: UČENE ŽENSKE, (Filaminta), SLG Celje, Mg Ptuj, 2015
- Različni avtorji/ N.Zavišič: IZGUBLJENE LJUBEZNI, (FORTY TO LIFE, SUSIE), SLG CELJE, 2015
- M.Zupančič, B.Kobal: VORKŠOP NA MOLJERA, (Elma, Elmira), SLG Celje, 2014Y.Reza, J.Pipan: KAKO POVEŠ, KAR SI ODIGRAL, (Nathalie Oppenheim), SLG Celje, 2014
- M.Bartlett, J. Novak: KRČI (vodja), SLG Celje, 2013
- P.Rambert, I.Buljan: ZAPIRANJE LJUBEZNI (Pia), MINI TEATER LJUBLJANA, 2013

- B.Brecht, N.Bradić: GOSPOD PUNTILA IN NJEGOV HLAPEC MATTI (pevka, Laina), SLG Celje 2013
- Synge, J.Pipan: NAJVEČJI FRAJER ZAHODNEGA SVETA (Vdova Quinn), SLG Celje, 2013
- K.Ludwig, B.Kobal: SLEPARJA V KRILIH (Meg), SLG CELJE, 2012
- J.Dempsey, D.P.Rowe, S.Moša: ČAROVNICE IZ EASTWICKA (JANE SMART), MESTNO GLEDALIŠČE LJUBLJANSKO, 2012
- J.P.Sartre, J.Pipan: MUHE (Elektra), SLG Celje, 2012
- A.P.Čehov, J.Pipan: Utva (Maša). SLG Celje 2011
- Sofokles, A.Nikolić: Antigona (Antigona), SLG Celje 2011
- J.Hatcher, M.Alujevič: Picasso (gdč.Fisher), Mestno gledališče Ptuj 2011
- I.Bergman, J. Pipan: Persona (Ga. Vogler, vskok), Mini Teater Ljubljana 2010
- A.T.Linhart, L.M.Škof: Županova Micka (Micka), SLG Celje 2010
- V.Bennedictson/C.Bayle, S.M.Strelec: Urok( Louise Strandberg), SLG Celje 2010
- G.Strniša, J.Lorenci: Žabe (Evica), MG Ptuj 2010
- I.Bergman, J.Pipan: Jesenska sonata (Eva), SLG Celje 2010
- K.Kovič,J.Novak, I. Leonardi, Latin: Maček Muri (vskok: pripovedovalka, pevka, natakarica, Muca Mika)SLG Celje 2009
- A.Rozman-Roza- Davor Božič- M.Zupančič: Neron (Popeja), SNG Drama Ljubljana, 2009
- H.C.Andersen- I.Buljan: Mala morska deklica, Mini Teater, 2009
- Luzar: Ona+on (Petra), Gustav Film, 2008
- Moliere- V.Taufer: Namišljeni bolnik (Lucija), SNG Drama MB
- N.Coward - Z.Šedlbauer: Intimna komedija (vskok - Sybil Chase), SNG DRAMA MB, 2007
- B.M.Koltes- I.Buljan: MARŠ (zaročenka), Riječke ljetne noći
- Shakespere- E.Miler: RIHARD TRETJI (lady Ana)
- A.Miller- M. Koležnik: SMRT TRGOVSKEGA POTNIKA(gdč.Forsythe)
- B.Brecht-I.Vujić: DOBRI ČLOVEK IZ SEČUANA ( Šuj Ta), SNG DRAMA MB
- A.T.Linhart- M.Latin: TA VESELI DAN ALI MATIČEK SE ŽENI, (Nežka), SNG DRAMA MB
- Goldoni- V. Moderndorfer: SLUGA DVEH GOSPODARJEV (Beatrice), SNG DRAMA MB
- M.Edison-D. Jovanović: UM, SNG DRAMA MB
- N.Silver-S.Strelec: DEBELUHI V KRILCIH (Pamela, Popo Martin), SNG DRAMA MARIBOR
- T.Walser-J.Jamnik: KING KONGOVE HČERKE (vloga Meggie), SNG DRAMA MARIBOR
- U.Betti-J.Lorenzi: ZLOČIN NA KOZJEM OTOKU(vloga Silvia), SSG TRST
- D.Dukovski- A.Popovski: DRAKULA (Mina), SNG DRAMA MARIBOR
- M.Ravenhill –M.Latin: SHOPPING & FUCKING (Lulu), SNG DRAMA MARIBOR
- T.Dylan –D.Sarič : POD MLEČNIM GOZDOM (deklica, gospa Dai Bred druga, Gossamer Beynon), AGRFT;

- W.Shakespeare - V.Taufer: Hamlet (Ofelija), PDG NOVA GORICA, 2000
- I.Welsh – E.M.Binder: Trainspotting (Alja), SNG DRAMA LJUBLJANA, 1999

### Priznanja in nagrade
- Borštnikova nagrada za vlogi Filaminte v Učenih ženskah po motivih Molierovih Učenih žensk ( avtorski projekt / Lorenci) in Gospe Flamm v Rose Bernd (Hauptmann / Koležnik), 51. BS, 2016
- Vesna za glavno žensko vlogo , v filmu Nočno življenje, D. Kozoleta, na FSF, 2016
- Nagrada Prešernovega sklada za leto 2015 (Pia v Zapiranju ljubezni, Nathalie Oppenheim v Kako poveš, kar si odigral, Vodja v Krčih in Jasna v Paniki)
- Severjeva nagrada za različne vloge v SLG-ju Celje leta 2012/13 in za "Zapiranje ljubezni" (P.Rambert/I.Buljan) v Mini Teatru 2013
- Žlahtna komedijantka  leta , za vlogo Meg v predstavi Sleparja v krilu, Slg Celje, 2013
- Borštnikova nagrada za vlogo Evice/Babice, Žabe (Strniša, Lorenci), Mestno gledališče Ptuj, 2010
- Večerova nagrada za vlogi Eve v Jesenski sonati (Bergman/Pipan) in Louise v Uroku (Bennedicson/Strelec), SLG Celje, 2010
- Zlata paličica za vlogo Male morske deklice (Andersen/Buljan), Mini Teater Ljubljana, 2009
- Stopova igralka leta za vlogo Bronje v filmu Petelinji zajtrk (Naberšnik), 2007
- Nagrada Mediteran časopisa Novi list na Mednarodnem festivalu malih odrov Reka za vlogi Pam in Popo Martin (N. Silver Debeluhi v krilcih, Drama SNG Maribor), 2004
- Nagrada Veljko Maričić za epizodno vlogo na Mednarodnem festivalu malih odrov Reka za vlogi Pam in Popo Martin (N. Silver Debeluhi v krilcih, Drama SNG Maribor), 2004
- Nagrada za igro Satir, za vlogi Pam in Popo Martin na 2. Slovenskem festivalu komornega odra na Ptuju, (N. Silver Debeluhi v krilcih, Drama SNG Maribor), 2003
- Študentska Prešernova nagrada za vloge Deklica, Gospa Dai Bred druga, Gossamer Beynon ( Pod mlečnim gozdom, AGRFT Ljubljana), 2001